# Erich Solovjov
Erich Jurjevič Solovjov (rusky Эрих Юрьевич Соловьёв; * 20. dubna 1934 v Nižním Tagilu) je sovětský a ruský filozof a historik filosofie, vysokoškolský pedagog, doktor filosofických věd, profesor. V roce 1957 absolvoval Filozofickou fakultu Moskevské státní univerzity. V roce 1967 obhájil práci kandidáta filozofických věd na téma Existencialismus a vědecké poznání (rusky Экзистенциализм и научное познание) a v roce 1991 doktorskou práci. Od roku 1970 působil ve Filozofickém ústavu AV SSSR. 

## Odborné publikace
- Экзистенциализм. Критический очерк // Вопросы философии. 1966. № 12; 1967. № 1
- Экзистенциализм и научное познание. М.: Высшая школа, 1966

Překlady do češtiny
- SOLOVJOV, E. J. Existencialismus. In: MITROCHIN, L. N.; OJZERMAN, T. I.; ŠERŠENKO, L. N. Buržoazní filozofie 20. století. 1. vyd. Praha: Svoboda, 1977. S. 234–279.